# Itaporanga (Paraíba)
Itaporanga è un comune del Brasile nello Stato del Paraíba, parte della mesoregione del Sertão Paraibano e della microregione di Itaporanga.